# NGC 6091
NGC 6091 ist eine elliptische Galaxie vom Hubble-Typ E im Sternbild Kleiner Bär am Nordsternhimmel. Sie wurde am 8. Juli 1885 vom US-amerikanischen Astronomen Edward D. Swift entdeckt.